# Lijst van programma's van SBS6
Dit is een lijst van Nederlandse programma's die werden of worden uitgezonden door de Nederlandse televisiezender SBS6. Aangekochte buitenlandse programma's staan (nog) niet (geheel) in deze lijst.
De jaartallen geven aan wanneer het programma bij SBS6 te zien was of is. Een programma kan daarvoor en/of daarna ook bij een andere zender of omroep te zien zijn geweest.

## Programma's
Legenda
 Huidige en komende programma's zijn gemarkeerd met een blauw blokje.

## 1
|  | Programma            | Periode   | Presentatie/Medewerkers/Acteurs | Opmerkingen |
|  | -------------------- | --------- | ------------------------------- | ----------- |
|  | 10 jaar Nick & Simon | 2016      | Nick Schilder en Simon Keizer   |             |
|  | 10 voor taal         | 2021–2022 | Harm Edens                      | [ 1 ]       |
|  | 100 Jaar Jong        | 2020      | Gordon                          |             |

## 3
|  | Programma         | Periode | Presentatie/Medewerkers/Acteurs                                                    | Opmerkingen |
|  | ----------------- | ------- | ---------------------------------------------------------------------------------- | ----------- |
|  | 3 Minutes of Fame | 2024    | Wendy van Dijk Coaches: Sanne Hans, Roxeanne Hazes, Mart Hoogkamer en Jaap Reesema | [ 2 ]       |
|  | 30 seconds        | 2024    | Johnny de Mol Teamcaptains: Klaas van der Eerden, Rob Kemps en Airen Mylene        |             |

## 5
|  | Programma      | Periode   | Presentatie/Medewerkers/Acteurs                                                     | Opmerkingen   |
|  | -------------- | --------- | ----------------------------------------------------------------------------------- | ------------- |
|  | 5 Golden Rings | 2017–2018 | Rik van de Westelaken (2017), Kim-Lian van der Meij (2018)                          |               |
|  | 5 tegen 5      | 2021–2022 | Gordon                                                                              |               |
|  | 5 Uur Show     | 2020–2021 | Brecht van Hulten (2020–2021), Carolina Lo Galbo (2020–2021), Roos Schlikker (2021) | [ 3 ] [ 4 ]   |
|  | 50/50          | 2020–2023 | Winston Gerschtanowitz (S1–S5, S8) en Kim-Lian van der Meij (S3–S5, S8)             | Later op Net5 |

## 6
|  | Programma         | Periode | Presentatie/Medewerkers/Acteurs | Opmerkingen |
|  | ----------------- | ------- | --- | ----------- |
|  | 6 Inside          | 2019    | Jan Versteegh, Leonie ter Braak, Viktor Brand en Wietze de Jager Showbizz Insiders: Albert Verlinde, Dyantha Brooks en Patty Brard Crime Insiders: Mick van Wely en Sébas Diekstra Media Insider: Rob Goossens Mode en Lifestyle Insiders: Fiona Hering, Fred van Leer, Rosanna Kluivert en Victoria Koblenko Online Insiders: Daan Jongen en Maartje Blijleven Politiek Insiders: Charlotte Nijs en Ferry Mingelen Royalty Insiders: Rick Evers en Sandra Schuurhof Sport Insiders: Barbara Barend, Hélène Hendriks, Taeke Taekema en Toine van Peperstraten |             |
|  | 60 Baby's per Uur |         | |             |

## A
|  | Programma                                        | Periode             | Presentatie/Medewerkers/Acteurs | Opmerkingen |
|  | ------------------------------------------------ | ------------------- | --- | ----------- |
|  | Achmea Kennisquiz                                | 2002                | Robert ten Brink |             |
|  | Actienieuws                                      | 1997–1999 2004–2006 | Carine Holties (1997), Willem Ekkel (1997), Marleen Houter (1997–1999), Ger Koedam (1997–1999), Pernille La Lau (1997–1999), Gallyon van Vessem (2004–2006), Mariëtte Fehmers (2004–2006), Selma van Dijk (2004–2006) |             |
|  | ADHDennis                                        | 2020                | Dennis Weening |             |
|  | Ali's Mensentuin                                 | 2019                | Ali Bouali |             |
|  | All You Need Is Love                             | 1998–2006           | Robert ten Brink |             |
|  | Alle hens aan dek                                | 2020                | |             |
|  | Alles over wonen                                 | 2017                | Anouk van Kooijk en Jeroen Smits |             |
|  | Als de brandweer                                 | 2019–2020           | |             |
|  | André Hazes: ik haal alles uit het leven (Serie) | 2017–2019           | Onder andere André Hazes jr. |             |
|  | Andy & Melisa (Serie)                            | 2014–2015 2022      | Andy van der Meijde en Melisa Schaufeli |             |
|  | Arbeidsmarkt TV                                  | 2016                | Arnold Vanderlyde |             |
|  | Astro TV                                         | 2006–2019           | |             |
|  | Avastars                                         | 2023                | Kelvin Boerma Jury: Nick Schilder, Simon Keizer, Dan Karaty en Nicky Romero |             |

## B
|  | Programma                                     | Periode    | Presentatie/Medewerkers/Acteurs | Opmerkingen |
|  | --------------------------------------------- | ---------- | --- | ----------- |
|  | BankGiro Loterij The Wall                     | 2018–2019  | Winston Gerschtanowitz |             |
|  | Beat The Box                                  | 2019       | |             |
|  | Beat It                                       | 2014       | Jan Smit en Gerard Joling |             |
|  | Beat Me                                       | 2021       | Frank Dane |             |
|  | BEAUTYplus TV                                 | 2020       | Angela Ponsioen en Ad Peters |             |
|  | Beestengeluk                                  | 2013–2018  | Piet Hellemans (2013–2018), Celine Huijsmans (2018), Airen Mylene (2018) |             |
|  | Belgen in de Rimboe                           | 2007       | |             |
|  | Beschuldigd                                   | 2013       | |             |
|  | Beter dan het origineel                       | 2013       | Jeroen van der Boom |             |
|  | Beter laat dan nooit                          | 2023       | Ad Visser, Edwin Rutten, Estavana Polman, Frits Barend en Henny Huisman |             |
|  | Betrapt!                                      | 2019       | Jens Olde Kalter en Thijs Zeeman |             |
|  | Big Diet                                      | 2001–2002  | Robert ten Brink |             |
|  | Bijdehandjes                                  | 2016       | Jeroen van Koningsbrugge |             |
|  | BINGO! De 100.000 euro quiz                   | 2020       | Jan Versteegh en Martien Meiland |             |
|  | Bizarre erfenissen                            | 2025       | Maarten Steendam | Eenmalig.   |
|  | Bloed, zweet & tranen                         | 2013, 2015 | Jeroen van der Boom en Tooske Ragas Jury: André Hazes jr., Danny de Munk (2013), Gerard Joling (2013), Lange Frans (2015), Roxeanne Hazes, Xander de Buisonjé (2015)                                                                          |             |
|  | BN’ers in het ziekenhuis                      | 2021–2022  | |             |
|  | Boeren, bijbels en beauties (Serie)           | 2022       | |             |
|  | Boeven uit de bouw                            | 2016       | Thijs Zeeman |             |
|  | Bonje met de buren                            | 2014–2017  | Jochem van Gelder, Patty Brard (beide 2014–2016), Leontine Borsato (2017) en Dennis van der Geest (2017) |             |
|  | Bonkers                                       | 2012       | |             |
|  | Boomhut XXL                                   | 2018       | Kim-Lian van der Meij |             |
|  | Boswachter Gezocht                            | 2017       | Viktor Brand |             |
|  | Bouwen aan de toekomst                        | 2017       | Marc Dijk |             |
|  | Britts Gouwe Ouwen                            | 2020       | Britt Dekker |             |
|  | Bruisend Horeca                               | 2014–2018  | Harold Verwoert (2014), Frank Heijneman (2014), Carmel Mirck (2014), Mark Schaaf (2015), Marc Dijk (2015), Nelleke Launspach (2016–2017), Dirk Taat (2017), Anouk van Kooijk (2017–2018), Jeroen Smits (2017–2018), Aukje van Ginneken (2018) |             |
|  | Bureau Onrecht                                | 2025       | Dennis van der Geest |             |
|  | Bureau Raampoort (Serie)                      | 2014–2015  | Onder andere Thomas Acda, Tim Haars, Eric van Sauers, Ricky Koole, Henk Poort en Tamara Brinkman |             |
|  | Burgemeester Undercover                       | 2018       | Dennis van der Geest |             |
|  | Burgers’ Zoo: Drukte in de dierentuin (Serie) |            | |             |

## C
|  | Programma                                | Periode             | Presentatie/Medewerkers/Acteurs | Opmerkingen |
|  | ---------------------------------------- | ------------------- | --- | ----------- |
|  | Camping Coppens                          | 2021                | Staf Coppens en Mathias Coppens |             |
|  | Camping de Wildernis                     | 2024                | Johnny de Mol |             |
|  | Car Wars                                 | 2021                | Winston Gerschtanowitz Hoofdscheidsrechter: Tim Coronel Deelnemers: Najib Amhali, Herman den Blijker, Robert Doornbos, René Froger, Leontien van Moorsel en Jamie Westland | [ 5 ]       |
|  | Cash or Trash                            | 2019–2020           | Martien Meiland |             |
|  | Cashen met Klussen                       | 2020                | |             |
|  | Casino Royaal                            | 2023                | Kees Tol |             |
|  | Celblok H (Serie)                        | 2014–2017           | Onder andere Isa Hoes, Christine van Stralen en Imanuelle Grives |             |
|  | Chateau Bijstand                         | 2022                | Martien, Erica, Montana en Maxime Meiland |             |
|  | Chateau Meiland                          | 2019–2023           | Onder andere Martien, Erica, Montana, Maxime en Claire Meiland |             |
|  | Chateau Meiland en Route                 | 2024                | Onder andere Martien, Erica, Montana en Maxime Meiland | [ 6 ]       |
|  | Chateau Meiland La Dolce Vita            | 2025                | Onder andere Martien, Erica, Montana en Maxime Meiland |             |
|  | Chateau Meiland VIPS                     | 2024                | Onder andere Martien, Erica, Montana en Maxime Meiland | [ 7 ]       |
|  | Circus Gerschtanowitz                    | 2017                | Renate Gerschtanowitz en Winston Gerschtanowitz |             |
|  | Code van Coppens: De wraak van de Belgen | 2021–2022 2024–2025 | Staf Coppens en Mathias Coppens |             |
|  | Cold case: Dader gezocht                 | 2017                | Sandra Schuurhof |             |
|  | Coming to Holland: Prins Zoekt Vrouw     | 2010                | Patty Brard |             |
|  | Corsokoorts in Sint Jansklooster (Serie) | 2024                | |             |
|  | Crisis In De Tent                        | 2020–2021           | Herman den Blijker en Annemarie van Gaal |             |
|  | Cultuurshock                             | 2019                | |             |
|  | Cupido Ofzo                              | 2021                | Leonie ter Braak en Wendy van Dijk |             |

## D
|  | Programma                                                    | Periode        | Presentatie/Medewerkers/Acteurs | Opmerkingen                                                      |
|  | ------------------------------------------------------------ | -------------- | --- | ---------------------------------------------------------------- |
|  | Dance As One                                                 | 2018           | Nicolette van Dam Jury: Jan Kooijman en Timor Steffens |                                                                  |
|  | Dance Dance Dance                                            | 2019           | Jandino Asporaat en Wendy van Dijk Jury: Igone de Jongh, Jan Kooijman en Timor Steffens |                                                                  |
|  | DanceSing                                                    | 2019           | Johnny de Mol en Romy Monteiro Jury: Gordon, Kenzo Alvares, Timor Steffens en Trijntje Oosterhuis Reporter: Rutger Vink |                                                                  |
|  | Dancing on Ice                                               | 2019–2020      | Patty Brard en Winston Gerschtanowitz Jury: Joan Haanappel, Marc Forno en Ruben Reus |                                                                  |
|  | Danni Lowinski (Serie)                                       | 2013–2016      | Onder andere Marlijn Weerdenburg en Michiel Romeyn |                                                                  |
|  | Das je goed recht                                            | 2008–2011      | Alberto Stegeman (2008), John van den Heuvel (2009–2011) |                                                                  |
|  | Date Smakelijk                                               | 2023           | Patrick Martens en Georgina Verbaan | [ 8 ]                                                            |
|  | Dat verzin je niet                                           | 2019           | Gordon |                                                                  |
|  | De 10 Vragen                                                 | 2023           | Rob Kemps |                                                                  |
|  | De 20                                                        |                | Airen Mylene |                                                                  |
|  | De 25                                                        | 2019–2020      | Airen Mylene |                                                                  |
|  | De Afvallers                                                 | 2005–2011      | Marlayne Sahupala |                                                                  |
|  | De Afvallers XXL                                             | 2011           | Marlayne Sahupala |                                                                  |
|  | De Alarmcentrale                                             | 2017–2018      | André van der Toorn |                                                                  |
|  | De Alleskunner                                               | 2020–2024      | Voice-over: Frank Lammers |                                                                  |
|  | De Alleskunner Duo's                                         | 2025           | Voice-over: Frank Lammers |                                                                  |
|  | De Alleskunner VIPS                                          | 2021–2024      | Voice-over: Frank Lammers |                                                                  |
|  | De Allesweter VIPS                                           | 2025           | Rob Kamphues |                                                                  |
|  | De Beste Liedjes van                                         | 2013–2014 2018 | Jeroen van der Boom |                                                                  |
|  | De Beste Liedjes van het Songfestival                        | 2021           | Jeroen van der Boom |                                                                  |
|  | De beste wensen                                              | 2024           | In samenwerking met de presentatoren/medewerkers van SBS6, Radio 538 en LINDA. |                                                                  |
|  | De Bevalling                                                 | 1995–2008      | Christien van der Aar |                                                                  |
|  | De Boer Op                                                   | 2025           | | [ 9 ]                                                            |
|  | De Bondgenoten                                               | 2023–2025      | Jan Versteegh, Tooske Ragas (invaller) en Mark Schaaf (invaller) Voice-over: Bastiaan Ragas |                                                                  |
|  | De Dansmarathon                                              | 2021           | Wendy van Dijk & Jan Versteegh, Leo Alkemade & Dennis Weening, Jeroen van der Boom en Patty Brard, Leonie ter Braak & Airen Mylene, Dyantha Brooks & Bastiaan Ragas, Klaas van der Eerden & Wietze de Jager, Dennis van der Geest & Airen Mylene, Winston Gerschtanowitz & Tooske Ragas, Iris Enthoven, Fien Vermeulen |                                                                  |
|  | Dating Quiz                                                  | 2021           | Linda de Mol |                                                                  |
|  | De Gemene Deler                                              | 2012           | Beau van Erven Dorens |                                                                  |
|  | De gevaarlijkste wegen van Nederland                         | 2015–2017      | André van der Toorn |                                                                  |
|  | De Gordon tegen Dino Show                                    | 2019           | Gordon, Jan Versteegh en Jandino Asporaat |                                                                  |
|  | De Gouden Formule                                            | 2020           | Stephanie Tency en Suus de Brock |                                                                  |
|  | De Grote Gezondheidsquiz                                     | 2022           | Wendy van Dijk |                                                                  |
|  | De Grote Herkansing                                          | 2015           | Kim-Lian van der Meij |                                                                  |
|  | De Grote Huisverbouwing                                      | 2021–2024      | Patty Brard (2021–2022), Ivo Putman (2022–) Met Medewerking van Leonie Hendrikse (interieurdesigner) en Albert Stokkers (creatief uitvoerder) |                                                                  |
|  | De Grote Tuinverbouwing                                      | 2010–2025      | Rob Verlinden (2010–2018), Ivo Putman, Jeremy Vermolen, Djamilla Smits, Lodewijk Hoekstra (2018–2020) |                                                                  |
|  | De Grote Verbouwing                                          | 20??–2025      | |                                                                  |
|  | De Grote Verhuizing                                          | 20??–2025      | |                                                                  |
|  | De Handhavers (Serie)                                        | 2018–2020      | | In 2024 als herhalingen onder programmanaam: Handhavers In Actie |
|  | De Hollandse Nieuwe: Wie wordt dé volkszanger van Nederland? | 2022           | Jeroen van der Boom Jury: René Froger, Samantha Steenwijk en Danny de Munk |                                                                  |
|  | De Hoofdprijs (Serie)                                        | 2009           | Onder andere Jack Wouterse, Melody Klaver en Pim Wessels |                                                                  |
|  | De Jacht (Serie)                                             | 2016           | |                                                                  |
|  | De Klassenavond                                              | 2025           | Rob Kamphues |                                                                  |
|  | De Laatste Vraag                                             | 2021           | Jan Versteegh |                                                                  |
|  | De Leukste Verborgen Cameragrap van Nederland                | 2010–2011      | Nance Coolen |                                                                  |
|  | De Lijf Show                                                 | 2012–2015 2018 | Marc Klein Essink (2012–2014), Viktor Brand (2015, 2018) |                                                                  |
|  | De Kookklunzen                                               | 2021–2022      | Seizoen 1 (1 aflevering): Richard Groenendijk, Herman den Blijker en Alain Caron Seizoen 2 (4 afleveringen): Gordon en Herman den Blijker |                                                                  |
|  | De kwis met ballen                                           | 2023–2025      | Johnny de Mol |                                                                  |
|  | De Mannen van Taal                                           | 2019           | Kim-Lian van der Meij Teams: Nick & Simon, Jeroen van Koningsbrugge en Dennis van de Ven |                                                                  |
|  | De Meest Opmerkelijke                                        | 2020           | Kim-Lian van der Meij |                                                                  |
|  | De Meldkamer (Serie)                                         | 2016, 2019     | |                                                                  |
|  | De Mol's Hoop                                                | 2021           | Johnny de Mol |                                                                  |
|  | De Muziek Gaat Altijd Door                                   | 2021           | Jeroen van der Boom | eenmalig                                                         |
|  | De mysterieuze dood van Ivana Smit (Documentaire)            | 2019           | Thijs Zeeman |                                                                  |
|  | De Nalatenschap                                              | 2016–2020      | |                                                                  |
|  | De nieuwe Uri Geller                                         | 2008–2010      | Beau van Erven Dorens (2010), Henkjan Smits (2008), Marlayne Sahupala (1 afl. 2008), Patty Brard (2009–2010), Tooske Ragas (2008–2009) |                                                                  |
|  | De Noodcentrale (Serie)                                      | 2019–2020      | |                                                                  |
|  | De NIX Factor                                                | 2023           | Donnie en met medewerking van diverse Nederlandse radio dj's | [ 10 ]                                                           |
|  | De Oranjewinter                                              | 2022 2024–2025 | Wilfred Genee (2022), Hélène Hendriks (2024–2025) Vaste gasten: Johan Derksen (2022), René van der Gijp (2022), Jack van Gelder (2024–2025), Rutger Castricum (2025) |                                                                  |
|  | De Oranjezomer                                               | 2021 2023–2025 | Wilfred Genee (2021), Hélène Hendriks (2021, 2023–2025), Johnny de Mol (2025), Thomas van Groningen (2025) Vaste gasten: Johan Derksen (2021), René van der Gijp (2021), Rutger Castricum (2023–2025) en Jack van Gelder (2023–2025)                                                                                   |                                                                  |
|  | De Oranjezondag                                              | 2024–2025      | Hélène Hendriks Vaste gasten: Rutger Castricum |                                                                  |
|  | De Perfecte Plek                                             | 2024           | |                                                                  |
|  | De perfecte vraag                                            | 2017–2018      | Irene Moors |                                                                  |
|  | De Quiz van het Jaar                                         | 2022           | Harm Edens |                                                                  |
|  | De Quizmarathon                                              | 2024           | Rob Kamphues |                                                                  |
|  | De Radio 10 Songfestivalquiz                                 | 2021           | Gerard Ekdom | [ 11 ]                                                           |
|  | De Roelvinkjes: Effe geen cent te makken (Serie)             | 2018           | Familie Roelvink: Dries, Honoria, Dave en Donny |                                                                  |
|  | De Roelvinkjes: Passen op de winkel (Serie)                  | 2019           | Familie Roelvink: Dries, Honoria, Dave en Donny |                                                                  |
|  | De Scheetjes: bouwen op Bonaire (Serie)                      | 2020           | Hans, Karin |                                                                  |
|  | De Smaakpolitie                                              | 2002–2017      | Rob Geus |                                                                  |
|  | De Sollicitatie                                              | 2020           | |                                                                  |
|  | De Spa (Serie)                                               | 2017–2018      | Onder andere Annette Barlo, Juvat Westendorp en Vajèn van den Bosch |                                                                  |
|  | De Staatsloterij Beste Oliebollenbakker van Nederland        | 2022           | Kees Tol Jury: Hugo Kennis, Richard Visser en Elizabeth Lopez |                                                                  |
|  | De Top 4000 Muziekquiz                                       | 2020–2024      | Gerard Ekdom (2020–2023), Johnny de Mol (2024) |                                                                  |
|  | De Toppers (Serie)                                           | 2017           | Onder andere Gerard Joling, Jeroen van der Boom en René Froger |                                                                  |
|  | De Tuinruimers                                               | 2005–2010      | Rob Verlinden |                                                                  |
|  | De Vierdaagse                                                | 2019           | Evelien de Bruijn |                                                                  |
|  | De Vloggende Hollanders (Serie)                              | 2018           | |                                                                  |
|  | De Volgers                                                   | 2025           | Dyantha Brooks | Eenmalig.                                                        |
|  | De Vreemde Eend                                              | 2016           | Irene Moors Teamcaptains: Gerard Joling en Jeroen van der Boom |                                                                  |
|  | De Vrienden van Amstel LIVE! (Concert)                       | 2019           | |                                                                  |
|  | De wereld rond met 80-jarigen                                | 2017–2019      | Dennis van der Geest |                                                                  |
|  | De Wereld van Beau                                           | 2011–2012      | Beau van Erven Dorens |                                                                  |
|  | De wereld volgens 80-jarigen                                 | 2018–2019      | Viktor Brand |                                                                  |
|  | De zaak Frank Masmeijer (Documentaire)                       | 2017           | Frank Masmeijer en Thijs Zeeman |                                                                  |
|  | De Zaterdagavondshow met Marc-Marie & Beau                   | 2010           | Beau van Erven Dorens en Marc-Marie Huijbregts |                                                                  |
|  | Dennis en de Vrije Geesten                                   | 2019           | Dennis van der Geest |                                                                  |
|  | Designdroom                                                  | 2017–2018      | Jeroen van der Boom |                                                                  |
|  | Deze quiz is voor jou                                        | 2020–2021      | Linda de Mol |                                                                  |
|  | Diepe Gronden (Serie)                                        | 2022           | Onder andere Linda de Mol |                                                                  |
|  | Dieren op spreekuur                                          | 2011–2019      | Madelijn de With |                                                                  |
|  | Dierenpark Emmen: De Grote Expeditie                         | 2016           | |                                                                  |
|  | Dino & Friends in New York                                   | 2019           | Jandino Asporaat |                                                                  |
|  | Dit ben ik: Gordon (Serie)                                   | 2024           | Gordon | [ 13 ]                                                           |
|  | Dit is mijn huis                                             | 2022           | Kees Tol Panelleden: Richard Groenendijk, Ilse Warringa, Klaas van der Eerden en Olcay Gulsen |                                                                  |
|  | Dit Vindt Nederland!                                         | 2020           | Natacha Harlequin en Mart Grol |                                                                  |
|  | DNA (Serie)                                                  | 2019           | Onder andere Hans Kesting, Loes Haverkort en Yolanthe Cabau |                                                                  |
|  | Dokter Tinus (Serie)                                         | 2012–2017      | Onder andere Thom Hoffman, Jennifer Hoffman en Tygo Gernandt |                                                                  |
|  | Domino Day                                                   | 1998–2009      | Hans Kraay, Wendy van Dijk (1998–2004), Nance Coolen (2005–2009) |                                                                  |
|  | Down met Johnny                                              | 2019–2020      | Johnny de Mol |                                                                  |
|  | Down the Road                                                | 2022–2023      | Gordon |                                                                  |
|  | Drone Masters                                                | 2018           | Dennis van der Geest Jury: Tim Oliehoek en Wiebe de Jager |                                                                  |
|  | Droomhuis op het platteland                                  | 20??–0000      | |                                                                  |

## E
|  | Programma                        | Periode    | Presentatie/Medewerkers/Acteurs                               | Opmerkingen      |
|  | -------------------------------- | ---------- | ------------------------------------------------------------- | ---------------- |
|  | Echt Waar?!                      | 2019       | Jan Versteegh Teamcaptains: Leo Alkemade en Soundos El Ahmadi |                  |
|  | Een goede buurt                  | 2019       | Dennis van der Geest                                          |                  |
|  | Een Jaar Van Je Leven (Serie)    | 2022–2023  |                                                               |                  |
|  | Een Plek Onder De Zon            | 2025       | Viktor Brand, Winston Gerschtanowitz en Bridget Maasland      | Voorheen op Net5 |
|  | Een Prettig Gesprek              | 1995–1997  | Theo van Gogh                                                 |                  |
|  | Eerlijk zullen we alles delen    | 2020       |                                                               |                  |
|  | EK Koorts (Serie)                | 2024       |                                                               |                  |
|  | Ellen & Naomi: 24 uur mandekking | 2018       | Ellen Hoog en Naomi van As                                    |                  |
|  | Exotische Liefde                 | 2012, 2014 |                                                               |                  |

## F
|  | Programma                           | Periode        | Presentatie/Medewerkers/Acteurs | Opmerkingen |
|  | ----------------------------------- | -------------- | --- | ----------- |
|  | Familie Gillis: Massa is Kassa      | 2020–2025      | Onder andere Peter Gillis | [ 14 ]      |
|  | Fans!                               | 2009–2010 2012 | Ewout Genemans |             |
|  | Feiten & Fabels                     | 2014–2016      | Aukje van Ginneken |             |
|  | Fighting with the stars             | 2007           | Hans Kraay jr. |             |
|  | Fijne Kerst!                        | 2018           | Kees Tol, Kim-Lian van der Meij, Johnny de Mol, Evelien de Bruijn, Leonie ter Braak, Viktor Brand, Shelly Sterk, Airen Mylene, Winston Gerschtanowitz, Dennis van der Geest, Nicolette van Dam en Jeroen van der Boom |             |
|  | Filmster gezocht (m/v)              | 2018           | Leontine Borsato Jury: Frank Lammers, Isa Hoes en Tim Oliehoek |             |
|  | First & Last                        | 2021           | Martien Meiland en Britt Dekker | [ 15 ]      |
|  | Five Live (Serie)                   | 2022           | Onder andere Linda de Mol |             |
|  | Flirty Dancing                      | 2019           | Wendy van Dijk Coach: Juvat Westendorp |             |
|  | Fort Oranje: camping of krottenwijk | 2017           | Dennis van der Geest |             |
|  | Foute Boel                          | 2018–2019      | Jens Olde Kalter |             |

## G
|  | Programma                       | Periode              | Presentatie/Medewerkers/Acteurs | Opmerkingen                |
|  | ------------------------------- | -------------------- | --- | -------------------------- |
|  | Ga fietsen                      |                      | |                            |
|  | Gameroom/LUCKY13                | 2018–2019            | Seizoen 1: Rob Janssen Seizoen 2: Robbert van den Bergh, Saskia Weerstand |                            |
|  | Gastvrijheid in Beeld           | 2019                 | Beau Nellissen en Maurice Vollebregt |                            |
|  | Geboren en getogen              | 2007                 | Nada van Nie |                            |
|  | Gestalkt                        | 2016–2021            | Thijs Zeeman (2016–2020), Olcay Gulsen (2021) |                            |
|  | Getekend Voor Het Leven         | 2020                 | André Hazes jr. | [ 16 ]                     |
|  | Gevangen & Gevaarlijk (Serie)   |                      | |                            |
|  | Gevangen in het Buitenland      | 2007                 | |                            |
|  | GoedNieuws Vandaag              | 2023                 | Donatello Piras en Nikki Herr Onder andere met medewerking van Raymond Mens, Sofie van den Enk, Talitha Muusse, Rens de Jong, Rhijja Jansen, Najla Edriouch en Hendrik Atze van Doezum | [ 17 ]                     |
|  | Golden Boys                     | 2018                 | André Hazes jr. |                            |
|  | Gooische Vrouwen (Serie)        | 2024–2025            | Onder andere Linda de Mol, Tjitske Reidinga, Susan Visser en Lies Visschedijk | Co-productie met Videoland |
|  | Gouden Bergen (Serie)           | 2015                 | Onder andere Jelka van Houten, Plien van Bennekom, Tina de Bruin en Viggo Waas |                            |
|  | Goudkust (Serie)                | 1996–2001            | Onder andere Corine Boon, Froukje de Both en Winston Gerschtanowitz |                            |
|  | Graf Zonder Naam                | 2015–2016            | Kees van der Spek |                            |
|  | Green Make Over                 | 2019–2020            | Gwen Jansen |                            |
|  | Groeten Terug                   | 2006–2008 2011       | |                            |
|  | Groeten uit de Rimboe           | 2005–2006 2008, 2010 | |                            |
|  | Grote Gezinnen, Grote Vakanties | 2025                 | |                            |

## H
|  | Programma                                         | Periode                  | Presentatie/Medewerkers/Acteurs | Opmerkingen                |
|  | ------------------------------------------------- | ------------------------ | --- | -------------------------- |
|  | Happy Hour                                        | 2017                     | Roué Verveer |                            |
|  | Hart in Aktie                                     | 2000–2012 2017 2020–2021 | Airen Mylene (2017), Leontine Borsato (2011–2012), Natasja Froger (2006–2010) en Wendy van Dijk (2000–2006, 2020–2021) |                            |
|  | Hart tegen Hart                                   | 2025                     | Harm Edens Teamcaptains: Britt Dekker en Martijn Koning |                            |
|  | Hart van Nederland                                | 1995–2025                | Zie lijst van medewerkers van Hart van Nederland |                            |
|  | Hart van Oranje                                   | 2020                     | Sandra Schuurhof |                            |
|  | Hart voor Muziek                                  | 2020                     | Ferry de Lits |                            |
|  | Hazes en Hoogkamer: tot uw dienst                 | 2025                     | André Hazes jr. en Mart Hoogkamer | [ 18 ]                     |
|  | Hazes is de Basis                                 | 2022                     | Jeroen van der Boom en Rachel Hazes |                            |
|  | Heel Holland Zorgt                                | 2019                     | Charly Luske, Evi Hanssen, Jet van Nieuwkerk, Richard Groenendijk en Wolter Kroes |                            |
|  | Heel NL Doet                                      | 2017                     | Evelien de Bruijn, Lucille Werner en Selma van Dijk |                            |
|  | Helden door de modder VIPS                        | 2019                     | Kim-Lian van der Meij en Viktor Brand |                            |
|  | Helden van het Onderwijs                          | 2021–2022                | Nance Coolen en Kevin Brouwer |                            |
|  | Helden van Nu                                     | 2021–2023                | Nance Coolen (2021–2022) en Kevin Brouwer |                            |
|  | Hélène's Oudejaarsborrel                          | 2024                     | Hélène Hendriks |                            |
|  | Helse Bovennatuurlijke Gebeurtenissen             | 2008                     | |                            |
|  | Herinneringen top 50 concert (Special)            | 2023                     | Onder andere Anouk, Brigitte Kaandorp, Paul de Leeuw, Waylon, Remco Veldhuis en Richard Kemper |                            |
|  | Herman Helpt Een Handje                           | 2020                     | Herman den Blijker |                            |
|  | Het Beste Idee van Nederland                      | 2007–2009 2011 2014–2015 | Airen Mylene (2015), Beau van Erven Dorens (2011), Britt Dekker (2014), Henkjan Smits (2007–2009), Jochem van Gelder (2014–2015), Tooske Ragas (2007–2009) |                            |
|  | Het beste antwoord                                | 2022                     | Winston Gerschtanowitz |                            |
|  | Het debat van Nederland                           | 2023                     | Wilfred Genee Met medewerking van Merel Ek en Sam Hagens |                            |
|  | Het doet zo zeer (Documentaire)                   | 2017                     | Heleen van Royen |                            |
|  | Het Grootste Coronaspreekuur: Vragen over Vaccins | 2021                     | Merel Westrik |                            |
|  | Het hek van de dam                                | 2020                     | | [ 19 ]                     |
|  | Het Holland Huis                                  | 2025                     | Roxeanne Hazes |                            |
|  | Het Jaar van ...                                  | 2023–2025                | |                            |
|  | Het Jachtseizoen                                  | 2021–2024                | Giel de Winter, Thomas van der Vlugt en Stefan Jurriens |                            |
|  | Het mooiste liedje                                | 2019–2020                | Johnny de Mol |                            |
|  | Het Mooiste Pand van Nederland                    | 2010                     | Henkjan Smits en Nance Coolen |                            |
|  | Het Nationale Verkeersexamen                      | 2002–2008 2012, 2021     | Viktor Brand |                            |
|  | Het Nieuws                                        | 1999–2002                | Leo de Later (1999–2002), Roderick Veelo (1999–2002), Pernille la Lau (1999–2002), Viktor Brand (1999–2002), Renée Postma (1999–2002) en Ton van Royen (2002–2003) |                            |
|  | Het Roer Om                                       | 2021–2025                | |                            |
|  | Het Roer Om: Hoe is het nu met?                   | 2021–2024                | |                            |
|  | Het waren 2 fantastische dagen                    | 2025                     | | [ 20 ]                     |
|  | Het Weer door Weer.nl                             | 2020–2025                | Onder andere Amara Onwuka, Britta van Gendt, Dennis Wilt, Dorien Bouwman, Jordi Huirne, Laura van der Blij, Robert de Vries en Reinout van den Born | Later alleen ochtendeditie |
|  | Hier aan de kust                                  | 2016                     | |                            |
|  | Hit The Road                                      | 2020                     | Jury: Gordon, Nick Schilder, Simon Keizer, Edsilia Rombley en Roel van Velzen Presentatie finale: Johnny de Mol | [ 21 ]                     |
|  | HLF8                                              | 2021–2023                | Hélène Hendriks (2022–2023), Sam Hagens (2023), Leonie ter Braak (2022) en Johnny de Mol (2021–2023) | [ 22 ] [ 23 ]              |
|  | Hoeveel ben je waard?                             | 2015–2017 2019, 2021     | Viktor Brand |                            |
|  | Hoge Bomen                                        | 2020–2022                | Jeroen van der Boom |                            |
|  | Hole in the wall                                  | 2009–2010                | Beau van Erven Dorens en Gerard Joling |                            |
|  | Holland van Boven                                 | 2020                     | |                            |
|  | Holland zingt Hazes (Concert)                     | 2017, 2025               | |                            |
|  | Holland zingt...                                  | 2014–2015                | Jeroen van der Boom |                            |
|  | Holland's Got Talent                              | 2008–2009                | Gerard Joling Jury: Henkjan Smits, Patricia Paay en Robert Ronday |                            |
|  | Hollands Beste Bloemstylist                       | 2015                     | Kees Tol Jury: Hanneke Frankema, Pascal Koeleman en Rob Verlinden |                            |
|  | Home Alone (Serie)                                | 2019                     | |                            |
|  | House of Talent (Serie)                           | 2018                     | |                            |
|  | Huisdieren TV                                     | 2019                     | Frank Derijcke en Romy Koldenhof |                            |
|  | Huizen onder de Hamer                             |                          | |                            |
|  | Huizenjacht                                       | 2010–2018                | Airen Mylene (2017–2018), Ellemieke Vermolen (2010–2011), Evelien de Bruijn (2017–2018), Kees Tol (2017–2018), Marlayne Sahupala (2010–2012, 2017–2018), Mirella van Markus (2017–2018), Nance Coolen (2010–2012), Sjimmy Bruijninckx (2011–2012), Tooske Ragas (2010–2012), Viktor Brand (2010–2012, 2017–2018), Vivian Reijs (2011–2012) |                            |

## I
|  | Programma                           | Periode             | Presentatie/Medewerkers/Acteurs | Opmerkingen |
|  | ----------------------------------- | ------------------- | --- | ----------- |
|  | I Love Vandaag Inside               | 2023                | Wilfred Genee |             |
|  | I Want Your Song                    | 2022                | Snelle |             |
|  | Iedereen is van de wereld           | 2021                | Jan Versteegh Teamcaptains: Leo Alkemade en Britt Dekker |             |
|  | IJsmeesters: Een Koud Kunstje       | 2021, 2023          | Viktor Brand |             |
|  | Ik ga op reis en neem mee           | 2023                | |             |
|  | Ik geloof in mij (Serie)            | 2020–2021           | |             |
|  | Ik hou van Holland                  | 2019–2020 2022–2024 | Linda de Mol (2019–2020, 2023–2024), Rob Kemps (2022) Teamcaptains: Guus Meeuwis (2019), Leo Alkemade (2020, 2022), Jeroen van Koningsbrugge (2019–2020, 2022–2024), Richard Groenendijk (2023–2024) |             |
|  | Ik neem je mee                      | 2021                | Wendy van Dijk, Gordon, Jeroen van der Boom, Dennis van der Geest, Britt Dekker, Johnny de Mol en Winston Gerschtanowitz                                                                             |             |
|  | Ik ook van jou (Serie)              | 2013                | Onder andere Isis Cabolet, Leo Alkemade en Tarikh Janssen |             |
|  | In de ban van de trouwring          | 2018                | Kees Tol |             |
|  | In het hart van Nederland           | 2020                | Leonie ter Braak, Maarten Steendam en Merel Westrik |             |
|  | In het Spoor van (Serie)            | 2004                | |             |
|  | In The Picture                      | 2024–2025           | Onder andere Bert van Leeuwen, Evelien de Bruijn, Leontien van Moorsel en Patrick Martens | [ 24 ]      |
|  | Interieurtalent gezocht met vtwonen | 2021                | Sieg de Doncker |             |
|  | Irene & Rudolph vieren Kerst        | 2016                | Irene Moors en Rudolph van Veen |             |
|  | It Takes 2                          | 2019                | Gordon en Winston Gerschtanowitz Jury: Edsilia Rombley, Gerard Ekdom en Ronnie Flex |             |
|  | It’s a kind of magic                | 2015                | Steve Carlin |             |

## J
|  | Programma                                 | Periode        | Presentatie/Medewerkers/Acteurs                                       | Opmerkingen |
|  | ----------------------------------------- | -------------- | --------------------------------------------------------------------- | ----------- |
|  | JA of NEE?                                | 2024           | Kelvin Boerma Locatie presentatie: Britt Dekker Reporter: Rob Janssen |             |
|  | Je eigen droomhuis                        | 2015–2018      | Marlayne Sahupala Deskundige: Bertram Beerbaum (bouwkundige)          |             |
|  | Je huis op orde                           | 2021 2023–2024 | Viktor Brand                                                          |             |
|  | Jelies & Gnodde: Grote Gezinnen Emigreren | 2025           |                                                                       |             |
|  | Jouw vrouw, mijn vrouw                    | 2018           |                                                                       |             |
|  | Jullie huis, onze regels                  | 2018           |                                                                       |             |

## K
|  | Programma                    | Periode    | Presentatie/Medewerkers/Acteurs | Opmerkingen          |
|  | ---------------------------- | ---------- | --- | -------------------- |
|  | K2 zoekt K3                  | 2009 2021  | Gerard Joling en Koen Wauters (beide 2009), Tooske Ragas en Kurt Rogiers (beide 2021) Jury: Axana Ceulemans, Marc Forno, Miguel Wiels en Patty Brard (allen 2009), Gordon, Samantha Steenwijk, Natalia Druyts en Ingeborg Sergeant (allen 2021)                                            | [ 25 ] [ 26 ]        |
|  | K3 zoekt K3                  | 2015       | Gerard Joling en Niels Destadsbader Jury: Gert Verhulst, Josje Huisman, Karen Damen en Kristel Verbeke |                      |
|  | Keep It Cool                 | 2017       | Nick Schilder |                      |
|  | Kerst op Chateau Meiland     | 2019       | Familie Meiland: Martien, Erica, Montana, Maxime en Claire |                      |
|  | Kerst met de Familie Meiland | 2020–2024  | Familie Meiland: Martien, Erica, Montana, Maxime en Claire |                      |
|  | Kettingreactie               | 2009       | Hans Kraay jr., Nance Coolen en Robin Paul Weijers |                      |
|  | Kijkbuis Kids                | 2020       | |                      |
|  | Kinderen Kopen een Huis      | 2021, 2023 | Leonie ter Braak (2021), Jan Versteegh (2023) | [ 27 ]               |
|  | Kitchen Impossible           | 2018       | Nicolette van Dam en Robert Kranenborg |                      |
|  | Kitsch of kassa              | 2015       | Jochem van Gelder |                      |
|  | Klasgenoten                  | 2017–2018  | Viktor Brand |                      |
|  | Klinkt smakelijk             | 2019       | Nicolette van Dam Jury: Julius Jaspers |                      |
|  | Klein Leed Groot Leed        | 1995       | Christien van der Aar |                      |
|  | Klein maar fijn              | 2020–2023  | Jan Versteegh |                      |
|  | Komt een man bij de dokter   | 2012–2019  | Onder andere Patrick Stoof, Esmée van Kampen, Leo Alkemade, Trudi Klever, Michiel Varga, Mylène d'Anjou, Marieke Westenenk, Ferdi Stofmeel, Saar Bressers, Christopher Parren, Rick Lens, John Leddy, Michiel Nooter, Loes Schnepper, Mads Wittermans, Lucas Reijnders en Frits Lambrechts | Later op Prime Video |

## L
|  | Programma                      | Periode        | Presentatie/Medewerkers/Acteurs | Opmerkingen                                 |
|  | ------------------------------ | -------------- | --- | ------------------------------------------- |
|  | Lachen om Home Video’s         | 2002–2025      | Britt Dekker (2024–), Airen Mylene (2018–2019, 2020–2023), Hans Kraay jr. (2002–2015), Harry Piekema (2020), Jochem van Gelder (2015–2017) en Wietze de Jager (2017–2018) |                                             |
|  | Lang leve de liefde            | 2020–2025      | Voice-over: Henk Blok |                                             |
|  | Leer mij vrouwen kennen        | 2017           | Remco Veldhuis en Richard Kemper |                                             |
|  | Lekker handig                  | 2018           | Kees Tol |                                             |
|  | Lekker Nederlands              | 2015–2016      | Dominique van Hulst Teams: Nick & Simon, Jeroen van Koningsbrugge en Dennis van de Ven                                                                                    |                                             |
|  | Let’s Play Ball                | 2025           | Jan Versteegh |                                             |
|  | Lettrix                        | 2023           | Patrick Martens en Dyantha Brooks | [ 28 ]                                      |
|  | Leukste Gemeente van Nederland | 2024–2025      | Adinda Kennedy |                                             |
|  | Liedje op het Eerste Gezicht   | 2022           | |                                             |
|  | Linda's Wintermaand            | 2020–2021      | Linda de Mol |                                             |
|  | Lingo                          | 2019–2021      | Jan Versteegh | Later op Net5 Herhalingen in september 2023 |
|  | Lingo VIPS                     | 2019–2020      | Jan Versteegh |                                             |
|  | Lotto Weekend Miljonairs       | 1999–2006 2011 | Robert ten Brink (1999–2006), Jeroen van der Boom (2011) |                                             |
|  | LXRY TV                        | 2015–2019      | Yves Gijrath |                                             |

## M
|  | Programma                                 | Periode        | Presentatie/Medewerkers/Acteurs | Opmerkingen               |
|  | ----------------------------------------- | -------------- | --- | ------------------------- |
|  | Mag ik jullie oma zijn?                   | 2018           | Kim-Lian van der Meij |                           |
|  | Man bijt hond                             | 2019–2020      | Voice-over: Michael Abspoel, Johan Derksen (invaller)                                                                                   |                           |
|  | Man bijt hond XL                          | 2021           | Voice-over: Michael Abspoel |                           |
|  | Marble Mania                              | 2021–2025      | Winston Gerschtanowitz Commentator: Jack van Gelder                                                                                     |                           |
|  | Marcel & Gijs                             | 2023           | Marcel van Roosmalen en Gijs Groenteman                                                                                                 |                           |
|  | Marktplaats: Heel Holland Handelt         | 2017–2018      | Kim-Lian van der Meij, Leonie ter Braak, Viktor Brand, Shelly Sterk, Irene Moors, Jeroen van der Boom, Leontine Borsato en Maik de Boer |                           |
|  | Máxima's Wereld                           | 2011           | Evert Santegoeds |                           |
|  | Medisch Centrum (Serie)                   | 2006           | |                           |
|  | Medisch Centrum West (Serie)              | 2024–2025      | Onder andere Susannah El Mecky, Frans van Deursen, Beau Schneider, Saskia Temmink, Lieke van den Broek, Kürt Rogiers en Quiah Shilue    | Tevens op HBO Max         |
|  | Mens en Trends                            | 2019           | Frank Derijcke en Nathalie den Dekker                                                                                                   |                           |
|  | Mensenkennis                              | 2017–2018 2020 | Winston Gerschtanowitz (2017–2018) en Kim-Lian van der Meij (2020)                                                                      |                           |
|  | Met de deur in huis                       | 2016           | Kees Tol en Tineke Schouten Panel: Maik de Boer, Patty Brard en Ruben van der Meer                                                      |                           |
|  | Mick's Misdaad Dossier                    | 2025           | Mick van Wely | Eenmalig.                 |
|  | Mijn laatste keer                         | 2016           | Lucille Werner |                           |
|  | Mijn leven in hun handen                  | 2020           | |                           |
|  | Mijn man kan alles                        | 2011           | Henkjan Smits en Nance Coolen |                           |
|  | Mijn restaurant                           | 2017           | |                           |
|  | Miljoenenjacht                            | 2019–2025      | Linda de Mol Prijsuitreikingen: Winston Gerschtanowitz, Quinty Trustfull (2024, invaller)                                               |                           |
|  | Million Dollar Island                     | 2022–2023      | Dennis van der Geest (2022–2023) en Ingeborg Sergeant (2023)                                                                            | Later op Net5             |
|  | Ministars                                 | 2023           | Wendy van Dijk en Britt Dekker Jury: Snelle, Miss Montreal en Rolf Sanchez                                                              |                           |
|  | Mis(s)verkiezing                          | 2017           | Kees Tol en Lucille Werner |                           |
|  | Mitchel aan de Maas                       | 2023           | Mitchel Viljeer |                           |
|  | Missions Impossible                       | 2021           | Leo Alkemade, Dennis van der Geest, Hélène Hendriks en Jan Versteegh                                                                    |                           |
|  | Moeders van Nu                            | 2010           | Corine Boon |                           |
|  | Moord of zelfmoord                        | 2017–2018      | Kees van der Spek |                           |
|  | Moordfeest                                | 2023–2024      | Hans Kesting | [ 30 ]                    |
|  | Moppentappers (Special)                   | 2018           | Jeroen van der Boom Deelnemers: Leonie ter Braak, Najib Amhali en René Froger                                                           |                           |
|  | Mr. Frank Visser doet uitspraak           | 2016–2025      | Frank Visser en Viktor Brand |                           |
|  | Mr. Frank Visser hoe is het nu met?       | 2018–2024      | Viktor Brand |                           |
|  | Mr. Frank Visser rijdt visite             | 2017–2020      | Frank Visser (2017–2020) en Reinier Groos (2020)                                                                                        |                           |
|  | Mr. Frank Visser: wordt u al geholpen?    | 2020–2022      | Frank Visser, Reinier Groos en Viktor Brand                                                                                             | Herhalingen in zomer 2024 |
|  | Mudmasters VIPS: Helden over de hindernis | 2017           | Kim-Lian van der Meij en Viktor Brand                                                                                                   |                           |
|  | My Tribute to Elvis                       | 2024           | Rob Kemps en Bouke Scholten |                           |

## N
|  | Programma                       | Periode               | Presentatie/Medewerkers/Acteurs | Opmerkingen |
|  | ------------------------------- | --------------------- | --- | ----------- |
|  | Naar bed met Irene              | 2016–2018             | Irene Moors |             |
|  | Nederland in bed                | 2018                  | |             |
|  | Nederland geeft Licht           | 2019–2021 (jaarlijks) | Winston Gerschtanowitz, Leonie ter Braak (beide 2019), Mirella van Markus (2020, 2021) en Anouk Smulders (2021)                     |             |
|  | Nederland Muziekland            | 2013 2015–2016        | Danny Froger |             |
|  | Nederland presenteert           | 2015                  | Jeroen Smits en Mark Schaaf |             |
|  | Nick & Simon: De muzikale droom | 2018                  | Kees Tol, Nick Schilder en Simon Keizer                                                                                             |             |
|  | Niets liever dan een kind       | 2019                  | Leonie ter Braak |             |
|  | Nieuws van de Dag               | 2025                  | Malou Petter, Art Rooijakkers, Thomas van Groningen (invaller, 2025), Pim Sedee (invaller, 2025), Maarten Steendam (invaller, 2025) | [ 31 ]      |
|  | Ninja Warrior NL                | 2017                  | Dennis van der Geest en Kim-Lian van der Meij                                                                                       |             |
|  | No Way Back                     | 2024                  | Jan Versteegh en Ray Klaassens |             |
|  | No Way Back VIPS                | 2025                  | Jan Versteegh en Ray Klaassens |             |

## O
|  | Programma                              | Periode                   | Presentatie/Medewerkers/Acteurs                     | Opmerkingen                                                  |
|  | -------------------------------------- | ------------------------- | --------------------------------------------------- | ------------------------------------------------------------ |
|  | Oh Obesitas                            | 2016                      |                                                     |                                                              |
|  | Onmogelijke duetten                    | 2021–2022                 | Nick & Simon                                        |                                                              |
|  | Onopgeloste zaken                      | 2014–2015                 | Alberto Stegeman                                    |                                                              |
|  | Onvergetelijke herinneringen (Special) | 2017                      | Irene Moors, Jeroen van der Boom en Kees Tol        |                                                              |
|  | Op de camping                          | 2017–2018                 | Jeroen Smits                                        |                                                              |
|  | Operatie Beveiliging                   | 2019                      |                                                     |                                                              |
|  | Opgezadeld met Britt                   | 2019                      | Britt Dekker                                        |                                                              |
|  | Oplichters in het buitenland           | 2013–2018                 | Kees van der Spek                                   |                                                              |
|  | Oplichters op het internet             | 2018                      | Kees van der Spek                                   |                                                              |
|  | Over de roooie                         | 1996–1997                 | Matthias Scholten, Renate Schutte en Wendy van Dijk |                                                              |
|  | Over smaak valt te twisten             | 2016                      | Irene Moors en Rudolph van Veen                     |                                                              |
|  | Overtreders                            | 2011–2014 2016, 2024–2025 |                                                     | Vanaf 2021 te zien op Veronica. In 2024 ook als herhalingen. |

## P
|  | Programma                              | Periode    | Presentatie/Medewerkers/Acteurs                                                | Opmerkingen |
|  | -------------------------------------- | ---------- | ------------------------------------------------------------------------------ | ----------- |
|  | Paleis voor een prikkie                | 2018–2020  | Frank Jansen en Rogier Smit (2018–2019), Peer Akkermans en Brian Jacobs (2020) |             |
|  | Paranormale Kinderen                   | 2010, 2012 | Liesbeth van Dijk                                                              |             |
|  | Pas Oplichters!                        | 2013       | Jochem van Gelder                                                              |             |
|  | Peter R. de Vries: De Raadkamer        | 2018       | Peter R. de Vries                                                              |             |
|  | Peter R. de Vries, misdaadverslaggever | 1995–2012  | Peter R. de Vries                                                              |             |
|  | Petit Chateau                          | 2021       | Maxime Meiland & Montana Meiland                                               |             |
|  | Piets Weerbericht                      | 1996–2019  | Piet Paulusma                                                                  |             |
|  | Pluijm proeft de wereld                | 2020       | René Pluijm                                                                    |             |
|  | Popstars                               | 2008–2011  | Gerard Joling (2008–2010), Nance Coolen, Tooske Ragas (2011)                   |             |
|  | POWERMAMAS (Special)                   | 2017       | Kim-Lian van der Meij                                                          |             |
|  | Prijzenjacht                           | 2025       | Rob Janssen                                                                    |             |
|  | Prima Time Magazine                    | 1995–1996  | Christien van der Aar en Ernst-Paul Hasselbach                                 |             |
|  | Prins met het Witte Haar               | 2023       | Dennis van der Geest                                                           |             |
|  | Probleemwijken                         | 2005       |                                                                                |             |

## Q
|  | Programma              | Periode | Presentatie/Medewerkers/Acteurs                                    | Opmerkingen |
|  | ---------------------- | ------- | ------------------------------------------------------------------ | ----------- |
|  | Quality Time op Zondag | 2020    | Beau Nellissen, Cemal Hazebroek, Gina Lissenburg en Romy Koldenhof |             |
|  | Queens of the jungle   | 2016    | Kay Nambiar                                                        |             |

## R
|  | Programma                           | Periode   | Presentatie/Medewerkers/Acteurs | Opmerkingen                |
|  | ----------------------------------- | --------- | --- | -------------------------- |
|  | Race tegen de Klok                  | 2018      | |                            |
|  | Rad van Fortuin                     | 2016–2017 | André Hazes jr. |                            |
|  | Ranking the Talent                  | 2023      | Johnny de Mol |                            |
|  | Recht van Nederland                 | 2012–2013 | Daan Nieber, Hidde van Warmerdam (2013), Maureen du Toit |                            |
|  | Red Bull Stalen Ros                 | 2023–2024 | Jan Versteegh (2023–2024), Giel de Winter (2023) en Airen Mylene (2024)                                                                                            | In 2025 een nieuwe editie. |
|  | Red mijn vakantie!                  | 2008–2016 | Alberto Stegeman (2008–2013), Eef van Opdorp (2014), Rob Geus, Thijs Zeeman (2014–2016)                                                                            |                            |
|  | Reiskriebels                        | 2021      | Rick Noorlande en Beaudine Borggreve |                            |
|  | Reportage                           | 1996–2017 | Ernst-Paul Hasselbach (1996–2001), Christien van der Aar (1996–2003), Pepijn Bierenbroodspot (2003–2016), André van der Toorn (2016–2017), Celine Huijsmans (2017) |                            |
|  | Restaurant Misverstand              | 2020–2022 | Johnny de Mol en Ron Blaauw |                            |
|  | Rik over de grens                   | 2017      | Rik van de Westelaken |                            |
|  | Roy Donders: Stylist van het Zuiden | 2017      | Roy Donders |                            |

## S
|  | Programma                                       | Periode                            | Presentatie/Medewerkers/Acteurs | Opmerkingen     |
|  | ----------------------------------------------- | ---------------------------------- | --- | --------------- |
|  | Samen sterk                                     | 2016–2019                          | Jeroen Slob en Liselotte de Groot |                 |
|  | Samen voor Dieren                               | 2021–2023                          | Piet Hellemans |                 |
|  | Samenwonen                                      | 2017                               | Erik van der Hoff |                 |
|  | Saved by the Bell                               | 2019                               | |                 |
|  | SBS6 Kerstparade                                | 2017–2018                          | |                 |
|  | SBS Nieuws                                      | 1999                               | Roderick Veelo en Leo de Later |                 |
|  | Secret Life of the Zoo                          | 2019–2020                          | Voice-over: Harry Piekema |                 |
|  | Show Me the Money                               | 2011                               | Beau van Erven Dorens |                 |
|  | Show Me What You Got!                           | 2020                               | |                 |
|  | Showbizzquiz                                    | 2013                               | Rick Brandsteder en Ron Brandsteder |                 |
|  | Shownieuws                                      | 1996–2003 (als showblok) 2003–2025 | Presentatoren: Leonie ter Braak (2019–2020), Viktor Brand (2012, 2015–2017, 2020, invaller), Annemarie Brüning (2019, invaller), Dyantha Brooks (2019–), Evelien de Bruijn (2006–2012), Cilly Dartell (2001–2012), Selma van Dijk (2003–2012), Beau van Erven Dorens (2012–2015), Mariëtte Fehmers (2006–2007, invaller), Renate Gerschtanowitz (2015–2019), Winston Gerschtanowitz (2024), Olcay Gulsen (2019–2020, invaller), Celine Huijsmans (2012, 2017–2020), Wietze de Jager (2017–2020), Hilde Kuiper (2007–2008), Pernille La Lau (2002–2004), Mark Labrand (2018–2019, invaller), Bridget Maasland (2012–2016), Lisa Michels (2017–2018), Irene Moors (2016–2017, invaller), Airen Mylene (2013–), Milika Peterzon (2001–2012), Koos van Plateringen (2015–2017, invaller), Tooske Ragas (2021–), Marlayne Sahupala (2003–2012), Madelon Spaan (2001–2002), Shelly Sterk (2018–2019), Kees Tol (2016–2017, invaller), Maureen du Toit (2001–2012), Manuel Venderbos (2022–), Gallyon van Vessem (2006–2012), Sol Wortelboer (2017) Entertainmentdeskundigen: Guido den Aantrekker (2018–), Maik de Boer (2017–2018), Patty Brard (2007–2011, 2013–2017, 2019–), Dyantha Brooks (2018–2020), Bart Ettekoven (2018–), Renate Gerschtanowitz (2012–2015), Olcay Gulsen (2020), Eddy Keur (2020), Kim Kötter (2017–2018), Mark Labrand (2017–2020), Iris van Lunenburg (2021–), Yara Michels (2018–2019), Ronald Molendijk (2020–), Koos van Plateringen (2009–2019), Winston Post (2016–2017), Eline de Ruig (2023–), Evert Santegoeds (2008–), Mark Schaaf (2017–2020), Henkjan Smits (2007–2008), Anouk Smulders (2019–), Kees Tol (2013–2017), Albert Verlinde (2020–2022), Lucille Werner (2016–2017), Maurice Wijnen (2011–2012, 2015–2018) Filmdeskundigen: Matthijs Kleyn (2012), Tim Koomen (2018), René Mioch (2012–2015, 2022–) Fotografiedeskundige: William Rutten (2020–) Gezondheidsdeskundigen: Vivian Reijs (2012–2014), Miljuschka Witzenhausen (2014) Lifestyledeskundigen: Dolshe Gulsen (2018), Janice (2012–2015), Marvy Rieder (2012), Leco van Zadelhoff (2012–2015) Misdaaddeskundige: Natacha Harlequin (2020–), Nicole van Houten (2020–2021), Bram Moszkowicz (2020–) Muziekdeskundigen: Jayh Jawson (2023–), Jeroen Nieuwenhuize (2012–2013), Edsilia Rombley (2012), Eric van Tijn (2012–2015) Reisdeskundige: Saar Koningsberger (2013–2014) Socialmediadeskundige: Dennis van Luling (2012) Televisiedeskundige: Paulien Huizinga (2012) Theaterdeskundigen: Rick Engelkes (2012), Eline de Ruig (2023–), Maurice Wijnen (2012–2015) Woondeskundige: Anne-Claire Winkelhagen Royaltydeskundige: Sandra Schuurhof (2020–) Politiekdeskundige: Frits Huffnagel (2020–), Charlotte Nijs (2020), Marcel van de Ven (2020) Sportdeskundige: Hélène Hendriks (2020), Anouk Hoogendijk (2021–), Leontien Zijlaard-van Moorsel (2022–) |                 |
|  | Show Vandaag                                    | 2013–2014                          | Beau van Erven Dorens, Cynthia Abma, Kees Tol, Kim-Lian van der Meij en Marlayne Sahupala Entertainmentdeskundigen: Patty Brard, Evert Santegoeds, Koos van Plateringen en Renate Gerschtanowitz |                 |
|  | Skispringen Garmisch-Partenkirchen (Live sport) | 2025                               | Commentator: Evert ten Napel | [ 32 ]          |
|  | Sing it!                                        | 2018                               | Nick Schilder en Simon Keizer |                 |
|  | Smerige zaken                                   | 2016–2017                          | Rob Geus |                 |
|  | So You Think You Can Sing                       | 2018                               | André Hazes jr. |                 |
|  | So You Wanna Be a Popstar                       | 2007                               | Gerard Joling en Nance Coolen Jury: Gemma van Eck, John van Katwijk, Marc Forno en Maurice Wijnen |                 |
|  | Spiegelbeeld (Documentaire)                     | 2022                               | Onder andere Willeke Alberti |                 |
|  | Split Screen                                    | 2020                               | Rolf Wouters |                 |
|  | Steenrijk straatarm                             | 2017–2025                          | |                 |
|  | Stegeman op de bres                             | 2016–2024                          | Alberto Stegeman |                 |
|  | Stelletje Pottenbakkers!                        | 2018                               | Kim-Lian van der Meij |                 |
|  | Stem van Nederland (Special)                    | 2017                               | Marlayne Sahupala, Sandra Schuurhof en Selma van Dijk |                 |
|  | Sterrenbeurs                                    | 2003                               | Robert ten Brink en Adam Curry |                 |
|  | Sterren Dansen op het IJs                       | 2006–2007 2011, 2013               | Gerard Joling, Nance Coolen (2006–2007, 2011), Tess Milne (2013) Jury: Hein Vergeer (2011), Jayne Hamelink (2006–2007, 2011), Jody Bernal (2013), Marc Forno (2006–2007, 2011), Martine Zuiderwijk (2013), Maurice Wijnen (2013), Patricia Paay (2013), Peter Moorman (2006–2007), Sita Vermeulen (2011), Wil Visser (2006–2007) |                 |
|  | Sterren Springen                                | 2012, 2014                         | Gerard Joling, Kim-Lian van der Meij (2014), Tess Milne (2012) Jury: Daphne Jongejans (2012), Frans van de Konijnenburg, Inge de Bruijn (2014), Quintis Ristie (2012) |                 |
|  | Stilte AUB!                                     | 2021                               | Voice-over: Jeroen van Koningsbrugge en Dennis van de Ven | [ 33 ]          |
|  | Studiecheck                                     | 2016                               | |                 |
|  | Super Robert                                    | 2001                               | Robert ten Brink |                 |
|  | Superkids                                       | 2019–2020                          | Johnny de Mol en Wendy van Dijk Jury: Gordon, Juvat Westendorp, Maan en Wibi Soerjadi | eerder op RTL 4 |
|  | Surprise Surprise                               | 2014–2015                          | Dominique van Hulst Bijdrages van: Airen Mylene en Henny Huisman |                 |

## T
|  | Programma                        | Periode   | Presentatie/Medewerkers/Acteurs | Opmerkingen |
|  | -------------------------------- | --------- | --- | ----------- |
|  | Talent Unplugged                 | 2025      | Edwin Evers Coaches: Thomas Acda, Douwe Bob, MEAU                                                                                     |             |
|  | Talenten Zonder Centen           | 2018–2019 | Kees Tol, Nick Schilder en Simon Keizer                                                                                               |             |
|  | Team Vermissingen                | 2017      | Rik van de Westelaken Bijdrages van: Gallyon van Vessem, Jens Olde Kalter en Thijs Zeeman                                             |             |
|  | Thank you for the music          | 2019–2020 | Kim-Lian van der Meij Teamcaptains: Danny de Munk (2020), Johnny de Mol (2019–2020), Sanne Hans (2019–2020), Soundos El Ahmadi (2019) |             |
|  | The Big Balance                  | 2021      | Hélène Hendriks |             |
|  | The Big Bang                     | 2023      | Staf Coppens en Mathias Coppens |             |
|  | The Biggest Loser Holland        | 2013      | Marlayne Sahupala |             |
|  | The Cube                         | 2021      | Gordon | [ 34 ]      |
|  | The Next Boy/Girl Band           | 2016      | Nicolette van Dam en Tim Douwsma Jury: Babette Labeij, John Ewbank, Nick Schilder, Pip Pellens, Sharon Doorson en Tony van de Berkt   |             |
|  | The Next Pop Talent              | 2013      | Dominique van Hulst en Yes-R Jury: Glennis Grace, Ruud de Wild, Stacey Rookhuizen en Xander de Buisonjé                               |             |
|  | The Sing-Off                     | 2011      | Danny de Munk en Tooske Ragas Jury: Karin Bloemen, René Froger en Tjeerd Oosterhuis                                                   |             |
|  | The Sky is the Limit             | 2021      | | [ 35 ]      |
|  | The Talent Scouts                | 2023      | Kelvin Boerma Jury: Angela Groothuizen, Donnie, Flemming, Nicky Romero en Tabitha                                                     |             |
|  | The Tribute: Battle of the Bands | 2022–2025 | Gerard Ekdom (2022–2024), Johnny de Mol (2025) Jury: Cesar Zuiderwijk, Angela Groothuizen en Spike                                    |             |
|  | The Wheel                        | 2021      | Rob Kemps | [ 36 ]      |
|  | The Winner is...                 | 2012      | Beau van Erven Dorens Jury: Jeroen van der Boom                                                                                       |             |
|  | The World’s Best                 | 2019      | James Corden Jury: Drew Barrymore, Faith Hill, RuPaul Charles en The Wall of the World                                                |             |
|  | Think Inside The Box             | 2022      | Richard Groenendijk Panelleden: Kees Tol                                                                                              | [ 37 ]      |
|  | Thuis op Zondag                  | 2016      | Dirk Zeelenberg en Kim-Lian van der Meij Chef: Sandra Ysbrandy                                                                        |             |
|  | Tienermoeders (Documentaire)     | 2008      | |             |
|  | Topper Gezocht!                  | 2018      | Irene Moors Jury: Gerard Joling, Jan Smit, Jeroen van der Boom en René Froger                                                         |             |
|  | Toppers in Concert (Concert)     |           | Gerard Joling, Jan Smit, Jeroen van der Boom en René Froger                                                                           |             |
|  | Trauma Centrum                   | 2007–2020 | |             |
|  | Trauma NL                        | 2007      | |             |
|  | Trouwen in het buitenland        | 2019      | |             |
|  | ’t Is hier fantasties            | 2014      | Beau van Erven Dorens |             |

## U
|  | Programma                          | Periode   | Presentatie/Medewerkers/Acteurs                                               | Opmerkingen           |
|  | ---------------------------------- | --------- | ----------------------------------------------------------------------------- | --------------------- |
|  | UEFA Champions League (Live sport) | 2020–2021 | Wilfred Genee, Hélène Hendriks, Johan Derksen, René van der Gijp en Wim Kieft | [ 38 ]                |
|  | Uit Het Leven Gegrepen: Erasmus MC | 2020–2021 | Leonie ter Braak                                                              |                       |
|  | Undercover (Serie)                 | 2020      | Onder andere Frank Lammers, Elise Schaap, Anna Drijver en Tom Waes            | Productie van Netflix |
|  | Undercover in Nederland            | 2005–2025 | Alberto Stegeman                                                              |                       |
|  | Urk!                               | 2019–2025 |                                                                               |                       |
|  | Utopia                             | 2013–2018 |                                                                               |                       |
|  | Utopia 2                           | 2018–2019 |                                                                               |                       |

## V
|  | Programma                                   | Periode   | Presentatie/Medewerkers/Acteurs                                                                                          | Opmerkingen |
|  | ------------------------------------------- | --------- | --- | ----------- |
|  | Van onze centen                             | 2017–2018 | André van der Toorn (2017), Kees Tol (2017–2018)                                                                         |             |
|  | Van je familie moet je het hebben           | 2022      | Leo Alkemade en Leonie ter Braak                                                                                         |             |
|  | Van Rommelzolder tot Droomhuis              | 2005–200? | Marlayne Sahupala |             |
|  | Vandaag Inside                              | 2022–2025 | Wilfred Genee Vaste gasten: Johan Derksen, René van der Gijp en Albert Verlinde (2025)                                   |             |
|  | Vandaag Inside Oranje                       | 2024      | Wilfred Genee Vaste gasten: Johan Derksen en René van der Gijp / Rutger Castricum (invaller)                             | [ 39 ]      |
|  | Vandaag Inside Oranje Quiz                  | 2024      | Wilfred Genee Jury: Bas Nijhuis                                                                                          |             |
|  | Vandaag Inside Oudejaarsspecial             | 2023      | Wilfred Genee Vaste gasten: Johan Derksen en René van der Gijp                                                           |             |
|  | Verliefd op Ibiza (Serie)                   | 2013      | Onder andere Georgina Verbaan, Manuel Broekman, Marly van der Velden en Rick Engelkes                                    |             |
|  | Verzamelkoorts!                             | 2018–2019 | Kim-Lian van der Meij |             |
|  | Vet Fit                                     | 2018      | Irene Moors |             |
|  | Vier is te veel                             | 2022      | Sander Lantinga | [ 40 ]      |
|  | Villa Morero                                | 2012      | Cor Hogenbirk en Martin Morero                                                                                           |             |
|  | Vliegende Hollanders: Sterren van de Schans | 2013      | Gerard Joling, Tess Milne Jury: Marc Nölke, Patty Brard en Peter van Hal                                                 |             |
|  | vtwonen                                     | 2014–2025 | Airen Mylene, Kees Tol, Marlayne Sahupala en Viktor Brand Stylisten: Eva van de Ven, Frans Uyterlinde en Marianne Luning |             |
|  | Voor nu en morgen                           | 2024      | Kevin Brouwer |             |
|  | vtwonen doe-het-zelf                        | 201?–201? | |             |
|  | Vtwonen verhuist                            | 2018      | Kees Tol Stylisten: Eva van de Ven, Frans Uyterlinde en Marianne Luning                                                  |             |
|  | vtwonen zelf aan de slag                    | 201?–201? | |             |
|  | vtwonen; Weer Verliefd Op Je Huis           | 2014–2025 | |             |

## W
|  | Programma                                             | Periode             | Presentatie/Medewerkers/Acteurs | Opmerkingen   |
|  | ----------------------------------------------------- | ------------------- | --- | ------------- |
|  | Waar is dat feestje?!                                 | 2020                | Henny Huisman |               |
|  | Waar is De Mol?                                       | 2011–2013 2018–2020 | Johnny de Mol |               |
|  | Waar is mijn erfenis?                                 | 2023, 2025          | Dennis van der Geest | [ 41 ]        |
|  | Was ik maar thuisgebleven                             | 2016                | Eddy Zoëy |               |
|  | Wat een poppenkast!                                   | 2016                | Onder andere Annick Boer, Edwin Evers, Jeroen van der Boom en Kasper van Kooten                                                                                               |               |
|  | Wat een Uitvinding!                                   | 2023                | Gordon | [ 42 ]        |
|  | Wat eten we?                                          | 2019                | Roberta Pagnier | Later op Net5 |
|  | Wat Goéééd! Het beste van Chateau Meiland             | 2023                | Onder andere Martien, Erica, Montana, Maxime en Claire Meiland |               |
|  | Wat Goéééd! (Videopodcast)                            | 2022                | Martien Meiland en Erica Renkema |               |
|  | Wat is de uitslag?                                    | 2018                | Leonie ter Braak |               |
|  | Wat Schat Je?                                         | 2012                | Jeroen van der Boom |               |
|  | Wat vindt Nederland?                                  | 2017                | Winston Gerschtanowitz Sidekick: Sandra Schuurhof Teamcaptains: Jörgen Raymann en Richard Groenendijk                                                                         |               |
|  | We Want More                                          | 2020–2021           | Johnny de Mol, Wendy van Dijk en Dennis Weening Sidekick: Britt Dekker Jury: Ali B, André Hazes jr., Davina Michelle, Henk Poort en Trijntje Oosterhuis                       |               |
|  | Wedden dat ik het kan                                 | 2011–2012 2016–2017 | Jeroen van der Boom, Sylvie Meis (2016) |               |
|  | Wedden dat ik het kan: Staatsloterij Oudejaarsspecial | 2016                | Jeroen van der Boom en Sylvie Meis |               |
|  | Wegmisbruikers                                        | 2000–2020           | André van der Toorn |               |
|  | Welkom aan boord                                      | 2018                | |               |
|  | Welkom bij de Kamara’s                                | 2013                | Deelnemers: Christina Curry, Dave Roelvink, Dick Jol, Irene van de Laar, Janice, Johannes Rypma, Mariska van Kolck, Semmy Schilt en Sylvia Geersen                            |               |
|  | Wereldreis op Wielen                                  | 2018–2019           | |               |
|  | Werken doen we zo                                     | 2020                | |               |
|  | Wie ben ik?                                           | 2008–2009           | Tooske Ragas Teamcaptains: Gerard Joling en Patty Brard |               |
|  | Wie goed doet...                                      | 2018                | Renate Gerschtanowitz |               |
|  | Wie heeft de mooiste bruiloft?                        | 2018                | Anouk Smulders en Maik de Boer |               |
|  | Wie het laatst lacht...                               | 2020–2021           | Wendy van Dijk |               |
|  | Wie kent Nederland?                                   | 2021–2022           | Wendy van Dijk Teamleden: Leo Alkemade, Najib Amhali, Leonie ter Braak, Britt Dekker, Rob Kemps en Kees Tol                                                                   |               |
|  | Wie trouwt mijn zoon?                                 | 2012–2013           | Erik van der Hoff (2012) en Jochem van Gelder (2013) |               |
|  | Wie van de Drie                                       | 2020–2023 2025      | Wendy van Dijk Panelleden: Najib Amhali (2020–2023), James Cooke (2025–), Britt Dekker (2020–), Raven van Dorst (2020–2023), Martien Meiland (2020–) en Gert Verhulst (2025–) |               |
|  | Wie Woont het Mooist                                  | 2024                | Anna Campbell Jones, Michael Angus en Kate Spiers |               |
|  | Wij Emigreren                                         | 2019                | |               |
|  | Wij Houden van Oranje                                 | 2024                | Hélène Hendriks Sidekick: Jack van Gelder Items: Noa Vahle |               |
|  | Wilde Dieren in Wildlands                             | 2017                | |               |
|  | Wonen Koken & Leven                                   | 2018                | Anouk van Kooijk |               |
|  | Wonen & Leven                                         | 2024                | Laura Loomans en Luisa Ofelia Montero de la Rosa |               |
|  | Woontrends                                            | 2020–2022           | Liselotte de Groot, Wendy-Kristy Hoogerbrugge, Anne-Marie van Leggelo en Winston Post                                                                                         |               |
|  | Word ik rijk?                                         | 2009                | Henkjan Smits |               |

## Y
|  | Programma            | Periode | Presentatie/Medewerkers/Acteurs | Opmerkingen |
|  | -------------------- | ------- | ------------------------------- | ----------- |
|  | You Never Walk Alone | 2023    | Jamie Trenité                   | [ 44 ]      |
|  | Your Place or Mine   | 2025    |                                 | [ 45 ]      |

## Z
|  | Programma                     | Periode   | Presentatie/Medewerkers/Acteurs                                   | Opmerkingen |
|  | ----------------------------- | --------- | ----------------------------------------------------------------- | ----------- |
|  | Zo goed als nieuw             | 2019      | Patty Brard                                                       |             |
|  | Zoek de fouten                | 2019      |                                                                   |             |
|  | Zomer in Zeeland (Serie)      | 2018      | Onder andere Daniël Boissevain, Pip Pellens en Tonko Bossen       |             |
|  | Zullen we een spelletje doen? | 2016–2017 | Kim-Lian van der Meij Teamcaptains: Nick Schilder en Simon Keizer |             |